# Râfidhites
 (janvier 2024).
Les Râfidhites, Râfidites, Râfidhis ou Râfidhun (signifiant « ceux qui rejettent », ou « qui refusent », voire « résistent ») est un terme utilisé au Moyen Âge par les auteurs sunnites pour désigner péjorativement les membres du courant majoritaire duodécimain chez les chiites. Par extension le chiisme peut être appelé râfidha. Ce terme était à l'origine utilisé par certains chiites pour se désigner.
Pour les chiites ce titre est un éloge[Information douteuse], c'est un titre supérieur à celui de « Chiite » et donc de partisans du prophète et de sa famille.
L'imam Muhammad al-Bâqir, cinquième imam chiite s'est lui-même désigné comme étant un Râfidhite : « Je fais partie des Râfidhites »
Dans un autre récit, après que l'imam Muhammad al-Bâqir ait entendu un de ses partisans se plaindre du fait d'être désigné comme Râfidhite, il lui dit : « Vous êtes des Râfidhites car vous avez rejeté le faux alors que les autres l'ont accepté. »

## Usage ancien du terme
Ibn Battûta (1304-1368 ou 1377) est de ceux qui emploient ce terme pour désigner les chiites :

« Nous arrivâmes après l’asr à la ville d’Isfahân, ou Ispahân, dans l’Irâk’Adjem : c’est une ville des plus grandes et des plus belles ; mais sa partie la plus considérable est maintenant en ruine, à cause des discordes qui existent entre les sunnites et les râfidhites. Ces discordes ont continué jusqu’à présent ; les deux Courants ne cessent pas de se combattre. »

L'emploi du terme pour englober tous les chiites est manifeste dans ce passage :

« Le roi de l’Irâk, le sultan Mohammed Khodhâbendeh, avait eu près de lui, pendant qu’il était encore adonné à l’idolâtrie, un jurisconsulte de la secte des râfidhites, partisans des douze imâms, que l’on appelait Dejmâl eddîn, fils de Mothahher. Lorsque ce sultan eut embrassé l’Islam, et que les Tatars eurent fait de même, à son exemple, il témoigna une plus grande considération à ce fakîh. Celui-ci lui vanta la doctrine des râfidhites, et sa supériorité sur les autres croyances ; il lui exposa l’histoire des compagnons de Mahomet et du khalifat, et établit à ses yeux qu’Abou Bakr et Omar étaient deux vizirs du Prophète de Dieu ; qu’Alî était son cousin germain et son gendre, et qu’en conséquence il était légitime héritier du khalifat. »

Ce nom aurait d'abord été donné à ceux qui ont quitté Zayd ben `Alî pour suivre son frère Abû Ja`far Muhammad ben `Alî al-Bâqir comme imâm successeur d'`Alî Zayn al-`Âbidîn petit-fils d'`Alî ibn Abî Tâlib. Zayd ben `Alî a refusé de déclarer illégitimes les deux premiers califes, Abû Bakr et `Umar ibn al-Khattâb. Les chiites rigoureux l'ont alors abandonné ce qui les a fait appeler rafiddis (sectaires ; ceux qui refusent). Les Zaydites ne sont pas, au moins au départ, qualifiés de râfidun,.

## Usage moderne du terme
En Égypte, ces dernières années, avec le déclin du panarabisme, l'identité égyptienne, en ce qui la distingue de l'identité arabe, fut l'objet d'un sensible regain d'attention. La seule résistance déclarée au panarabisme vint d'un groupe de poètes qui se nommèrent eux-mêmes, al-Râfidhun, les Résistants, et dont les vers révèlent leur désir de rechercher les racines de leur identité antérieure à la conquête arabe. 
Le terme est aussi utilisé dans le discours des mouvements salafistes dans leur rhétorique contre le chiisme.